# Big Fun (groupe)
Pour les articles homonymes, voir Big Fun.
Big Fun était un boys band britannique (1989 - 1994) fondé par Phil Creswick, Mark Gillespie et Jason John et produit premièrement par Marshall Jefferson puis par Stock, Aitken & Waterman.

## Discographie

### Albums
- 1990 : A Pocketful Of Dreams (#7 UK)

### Singles
- 1989 : Blame It On The Boogie (#4 UK)
- 1989 : Can't Shake The Feeling (#8 UK)
- 1989 : I Feel The Earth Move
- 1989 : Living For Your Love
- 1990 : Handful Of Promises (#21 UK)
- 1990 : Hey There Lonely Girl (#62 UK)
- 1990 : You've Got A Friend avec Sonia (#14 UK)
- 1992 : Someday In My House sans Jason John (#12 sur US Hot Dance Club Play)

### Clips vidéo
- 1989 : Blame It On The Boogie
- 1989 : Can't Shake The Feeling
- 1990 : Handful Of Promises
- 1990 : You've Got A Friend
- 1990 : Hey There Lonely Girl
- 1994 : Stomp

## Anecdotes
- Leur chorégraphie particulière pour le clip Blame It On The Boogie était ultra populaire pour l'époque. Elle sera tournée en dérision plus tard par le groupe français Noir Désir dans le clip L'homme pressé.